# Mictlantecuhtli
- Acest articol se referă la zeul aztec. Pentru orice alte utilizări, vedeți Mictlantecuhtli (dezambiguizare).

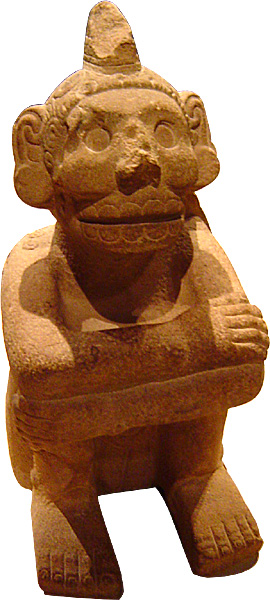
Statuie care îl înfățișează pe Mictlantecuhtli

Mictlantecuhtli ("domnul Mictlan-ului"), a fost în mitologia aztecilor zeul morții și totodată regele tărâmului de apoi, Mictlan (uneori cunoscut ca Chicunauhmictlan), cea mai joasă și nordică secțiune a lumii de veci a mitologiei aztece.
Mictlantecuhtli a fost unul din zeii importanți ai aztecilor, fiind în același timp zeul cu statutul cel înalt dintre toți zeii și zeițele morții din lumea de apoi (vedeți și Chalmecatl). Venerarea zeului Mictlantecuhtli implica uneori un ritual canibalic, carne umană fiind consumată în sau în jurul templelor acestui zeu. 